# 스위트 무비
스위트 무비(Sweet Movie)는 프랑스에서 제작된 두샨 마카베예프 감독의 1974년 영화이다. 캐롤 로 등이 주연으로 출연하였고 벵상 말레 등이 제작에 참여하였다.

## 출연

### 주연
- 캐롤 로
- 삐에르 클레멘티

### 조연
- 안나 프루크널
- 사미 프레이
- 존 버논
- 제인 맬렛